# Parque nacional Río Clarillo
El Parque nacional Río Clarillo se ubica en la región Metropolitana de Santiago (Chile). Abarca 13 085 hectáreas de superficie, en un sector cordillerano en el interior de Pirque, en el cajón del Río Clarillo (Maipo), abarca altitudes entre los 850 y los 3050 m s. n. m. La vegetación es de bosque esclerófilo y matorral. A contar de septiembre de 2020, la reserva se transformó y fue declarada como parque nacional
Incluye zonas de pícnic habilitadas, los senderos Quebrada Jorquera (800 m snm) y Aliwen Mahuida (200 m snm).

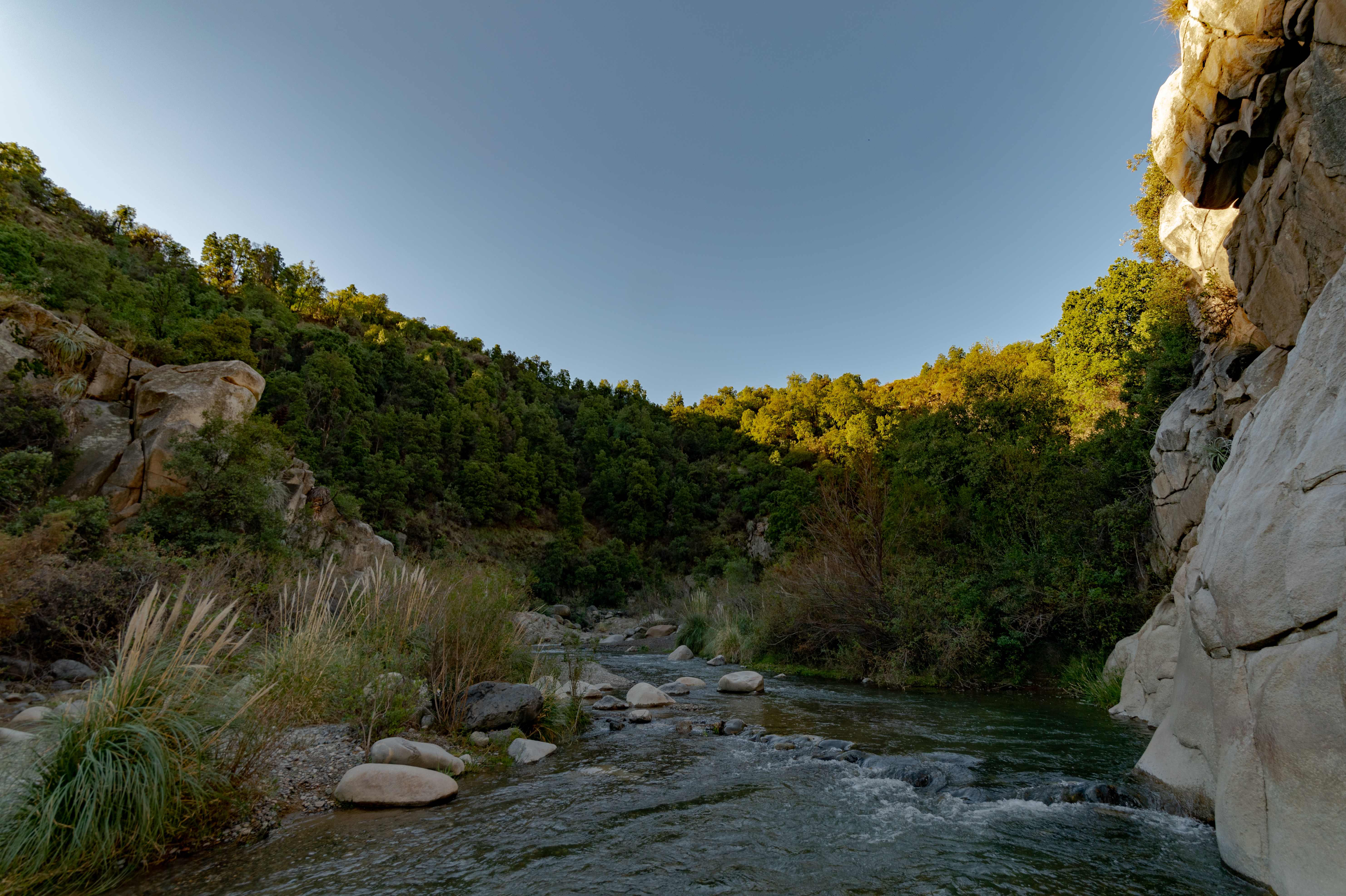
parque nacional Río Clarillo, vista del sendero Peumos B, en donde se puede encontrar una piscina natural formada por las rocas y piedras en el lecho del río

## Accesos
El parque se encuentra a 45 km de Santiago y se accede a ella a través de la Ruta CH-5 o por la Ruta CH-73 para tomar un acceso por la Ruta hacia Pirque. El tiempo de viaje es de aproximadamente 1 hora 45 minutos. Desde la Plaza Baquedano en el centro de Santiago, el camino es pavimentado hasta la entrada de la reserva donde el camino es de tierra.

## Flora y fauna

### Flora
La vegetación de la zona es de bosque esclerófilo, típico de la zona central de Chile y uno de los pocos bosques restantes de la Región Metropolitana de Santiago. Presenta especies adaptadas a sequías prolongadas, como el peumo, el quillay, el espino, el litre, el lingue, el canelo, y naranjillo.

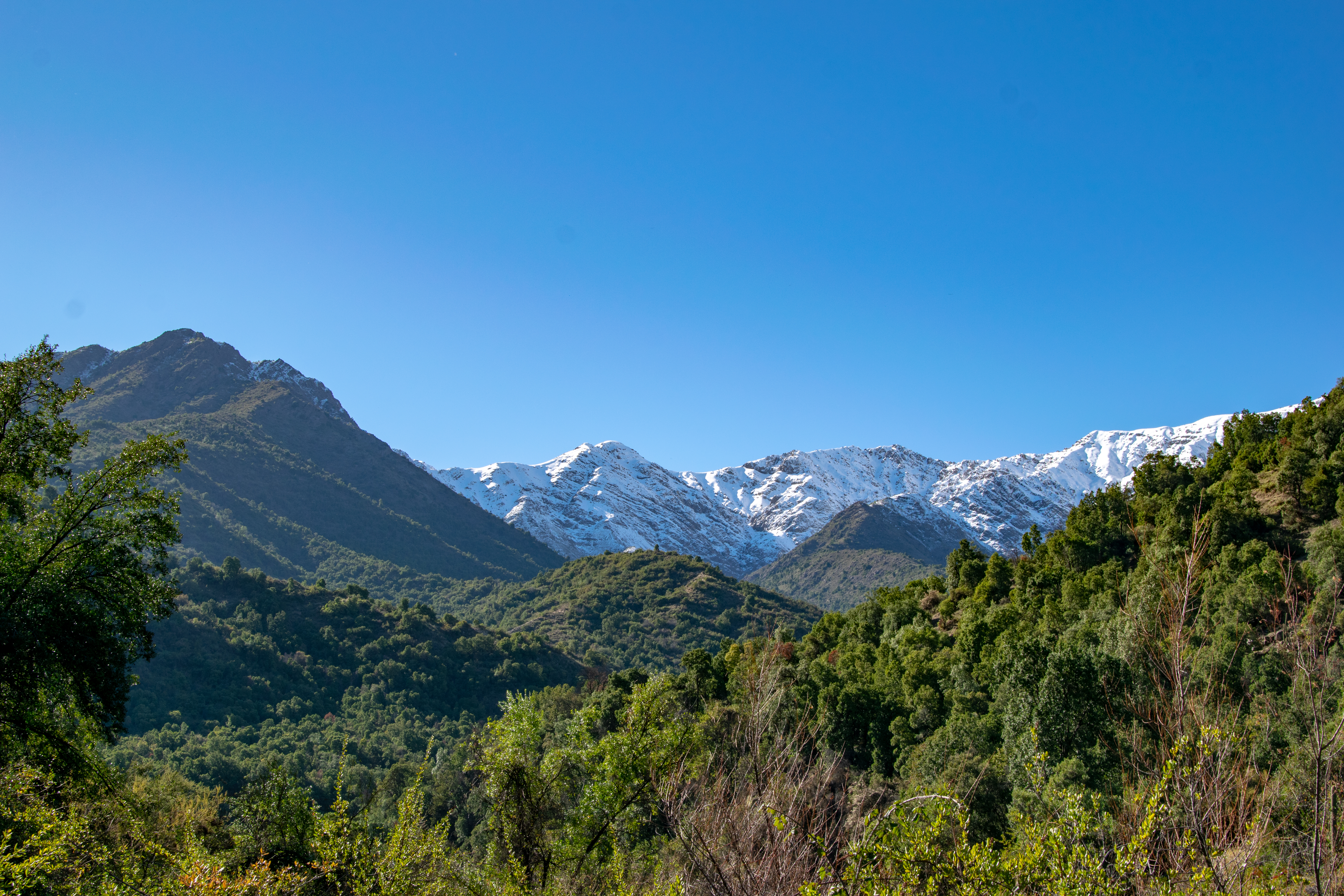
Uno de los senderos que se puede recorrer en la reserva nacional Río Clarillo; se observan diversos árboles nativos y la cordillera de los Andes nevada en los meses de invierno

### Fauna
La reserva presenta especies asociadas a las distintas formas vegetacionales, también se caracteriza por el alto grado de endemismo. Entre los mamíferos, los más fáciles de encontrar son los zorro chilla y zorro culpeo, cuyas poblaciones han ido en aumento. En cambio, otras especies como pumas, gatos colocolo, guiñas, quiques y coleópteros.

## Visitantes
Esta reserva recibe una gran cantidad de visitantes cada año, especialmente chilenos.
| Año         | 2012   | 2013   | 2014   | 2015   | 2016   | 2017   | 2018   | 2019   | 2020   | 2021   | 2022   | 2023   | 2024   |
| ----------- | ------ | ------ | ------ | ------ | ------ | ------ | ------ | ------ | ------ | ------ | ------ | ------ | ------ |
| chilenos    | 83.947 | 84.787 | 89.152 | 94.422 | 88.321 | 54.874 | 67.761 | 58.375 | 10.230 | 28.967 | 37.616 | 26.721 | 26.940 |
| extranjeros | 513    | 402    | 541    | 332    | 111    | 151    | 179    | 0      | 0      | 0      | 0      | 0      | 517    |
| Total       | 84.460 | 85.169 | 89.693 | 94.754 | 88.432 | 55.025 | 67.940 | 58.375 | 10.230 | 28.967 | 37.616 | 26.721 | 27.457 |